# Baslieux-lès-Fismes
Baslieux-lès-Fismes ist eine französische Gemeinde mit 342 Einwohnern (Stand: 1. Januar 2022) im Département Marne in der Region Grand Est (vor 2016 Champagne-Ardenne). Die Gemeinde gehört zum Arrondissement Reims und zum Kanton Fismes-Montagne de Reims. 

## Geographie
Baslieux-lès-Fismes liegt am Vesle, der die Gemeinde im Süden begrenzt, etwa 29 Kilometer westnordwestlich des Stadtzentrums von Reims. Umgeben wird Baslieux-lès-Fismes von den Nachbargemeinden Les Septvallons im Norden, Romain im Osten, Courlandon im Süden und Osten sowie Fismes im Süden und Westen.

## Bevölkerungsentwicklung
| Jahr                       | 1962 | 1968 | 1975 | 1982 | 1990 | 1999 | 2006 | 2018 |
| Einwohner                  | 196  | 181  | 144  | 129  | 162  | 188  | 269  | 332  |
| Quellen: Cassini und INSEE |      |      |      |      |      |      |      |      |

## Sehenswürdigkeiten
- Kirche Saint-Julien aus dem 11. Jahrhundert